# Aéroport Halim-Perdanakusuma
Pour les articles homonymes, voir HLP.
L'aéroport Halim-Perdanakusuma (code IATA : HLP, code OACI : WIHH), situé à 5 km au sud-est de Jakarta, est l'ancien aéroport international de Jakarta, la capitale de l'Indonésie. Avec 5,6 millions de passagers en 2016, il est devenu le 9e aéroport indonésien.
Il possède une piste de 3 000 m pouvant recevoir des Boeing 747, des installations cargo d'une capacité de 1 576 t et 1 054 m2 d'entrepôts.
L'aéroport sert de base à des compagnies charters. Il est également desservi par la compagnie Riau Airlines, avec comme destinations Bandar Lampung dans le sud de Sumatra et Matak dans les îles Anambas. 
La compagnie Citilink (filiale à bas coût de Garuda Indonesia) a inauguré la réouverture de Halim au trafic commercial le 10 janvier 2014. Citilink fera partir de Halim ses vols à destination de Malang, Semarang et Yogyakarta à Java, ainsi que Palembang à Sumatra. Quatre compagnies ont à ce jour accepté d'y déménager une partie de leur activité : AirAsia, Citilink, Garuda Indonesia et Batik Air (filiale de Lion Air). Il s'agit soulager le trafic de Soekarno-Hatta, qui a été de 58 millions de passagers en 2012, alors que sa capacité est de 22 millions. 
Il a une capacité de 2,2 millions de passagers par an et peut accueillir simultanément 14 appareils comme le Boeing 747. L'aéroport n'a qu'une piste et n'a pas de taxiway. Il peut traiter 21 mouvements par heure.

## Situation
| Banda Aceh Denpasar Pangkal · Pinang Tanjung · Pandan Djakarta-Soekarno-Hatta Bengkulu Solo Semarang Pangkalan · Bun Palangkaraya Sampit Palu Djakarta-Halim Perdanakusuma Samarinda Malang Surabaya Balikpapan Ende Kupang Komodo Gorontalo Jambi Bandar Lampung Ambon Tarakan Ternate Manado Gunung · Sitoli Medan Wamena Biak Merauke Timika Jayapura Pekanbaru Batam Tanjung · Pinang Bau-Bau Banjarmasin Makassar Palembang Bandung Pontianak Ketapang Bima Lombok Manokwari Sorong Padang Yogyakarta |

## Histoire
Nommé en hommage à Halim Perdanakusuma, l'aéroport de Halim, comme on l'appelle couramment[réf. nécessaire], fut l'aéroport international de Jakarta de 1974 jusqu'à l'ouverture de Soekarno-Hatta en 1985.
Aujourd'hui[Depuis quand ?], il est réservé à un usage officiel et privé[réf. nécessaire]. C'est là que le président George W. Bush a atterri lors de sa visite en Indonésie en 2007.

## Compagnies aériennes
| Compagnies | Destinations |
| ---------- | --- |
| Batik Air  | Ambon-Pattimura, Balikpapan-Sultan-A.-M.-Sulaiman, Banda Aceh-Sultan-Iskandar-Muda, Bandar Lampung-Radin-Inten-II, Batam-Hang Nadim, Padangkemiling-Fatmawati Soekarno, Denpasar-Bali, Kupang-El Tari, Makassar-Sultan-Hasanuddin, Malang-Abdul-Rachman-Saleh, Lombok, Medan-Kualanamu, Padang-Tabing, Palembang-M. Badaruddin II, Pekanbaru (Simpang Tiga), Pontianak (Supadio), Semarang-A. Yani, Solo-Adisumarmo, Surabaya-Juanda, Yogyakarta |
| Citilink   | Denpasar-Bali, Malang-Abdul-Rachman-Saleh, Lombok, Medan-Kualanamu, Padang-Tabing, Palembang-M. Badaruddin II, Semarang-A. Yani, Silangit, Solo-Adisumarmo, Surabaya-Juanda, Yogyakarta-International |
| Pelita Air | Charter : Cilacap, Dumai, Matak |
| Susi Air   | Cilacap, Nusawiru (en) |
| TransNusa  | Dumai (suspendu), Pagar Alam (en) Charter : Matak |
| Wings Air  | Bandung-H.-Sastranegara, Tasikmalaya |

Édité le 03/02/2018

## Accès

### Liaison ferroviaire
En janvier 2014, le gouvernement a annoncé qu'il allait lancer en avril de cette même année un appel d'offres initial pour la construction d'une voie ferrée express reliant Halim à l'aéroport international Soekarno-Hatta. Soekarno-Hatta devait être relié au KAI Commuter Jabodetabek, le réseau express régional de Jakarta, et à la gare de Manggarai dans le sud de Jakarta. Halim devait être relié à la gare de Cawang et à Manggarai. 
Toutefois en juillet 2015, le ministère des Transports indonésiens a annoncé le report de ce projet. Le gouvernement de Jakarta prévoit en effet la construction d'un métro léger qui desservira Halim, auquel cas KAI Commuter Jabodetabek devra revoir son propre projet de desserte de Halim.

## Statistiques
Le graphique qui aurait dû être présenté ici ne peut pas être affiché car il utilise l'ancienne extension Graph, désactivée pour des questions de sécurité. Des indications pour créer un nouveau graphique avec la nouvelle extension Chart sont disponibles ici.

Voir la requête brute et les sources sur Wikidata.
| Année | Passagers | Frêt (tonnes) | Mouvements d'appareils |
| ----- | --------- | ------------- | ---------------------- |
| 2003  | 338 360   | 3 669         | 30 635                 |
| 2004  | 390 677   | 5 389         | 35 214                 |
| 2005  | 329 052   | 5 942         | 32 203                 |

## Galerie

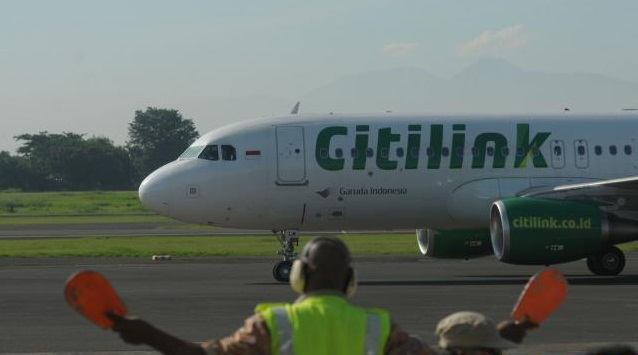
Un Airbus A320-200 de Citilink à Halim
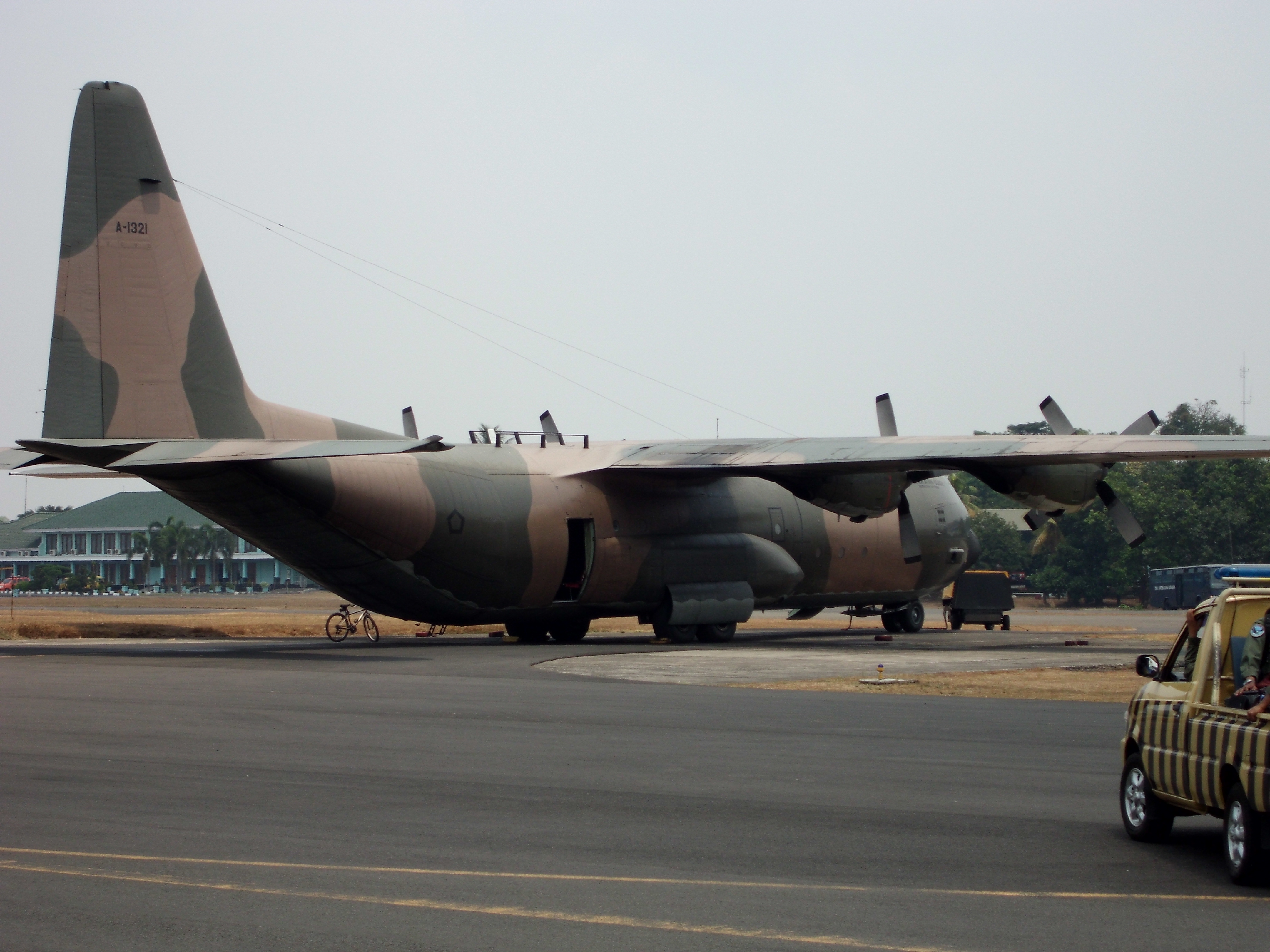
Lockheed C-130 Hercules de l'armée de l'air indonésienne à Halim
Le métro léger de Jakarta desservira Halim
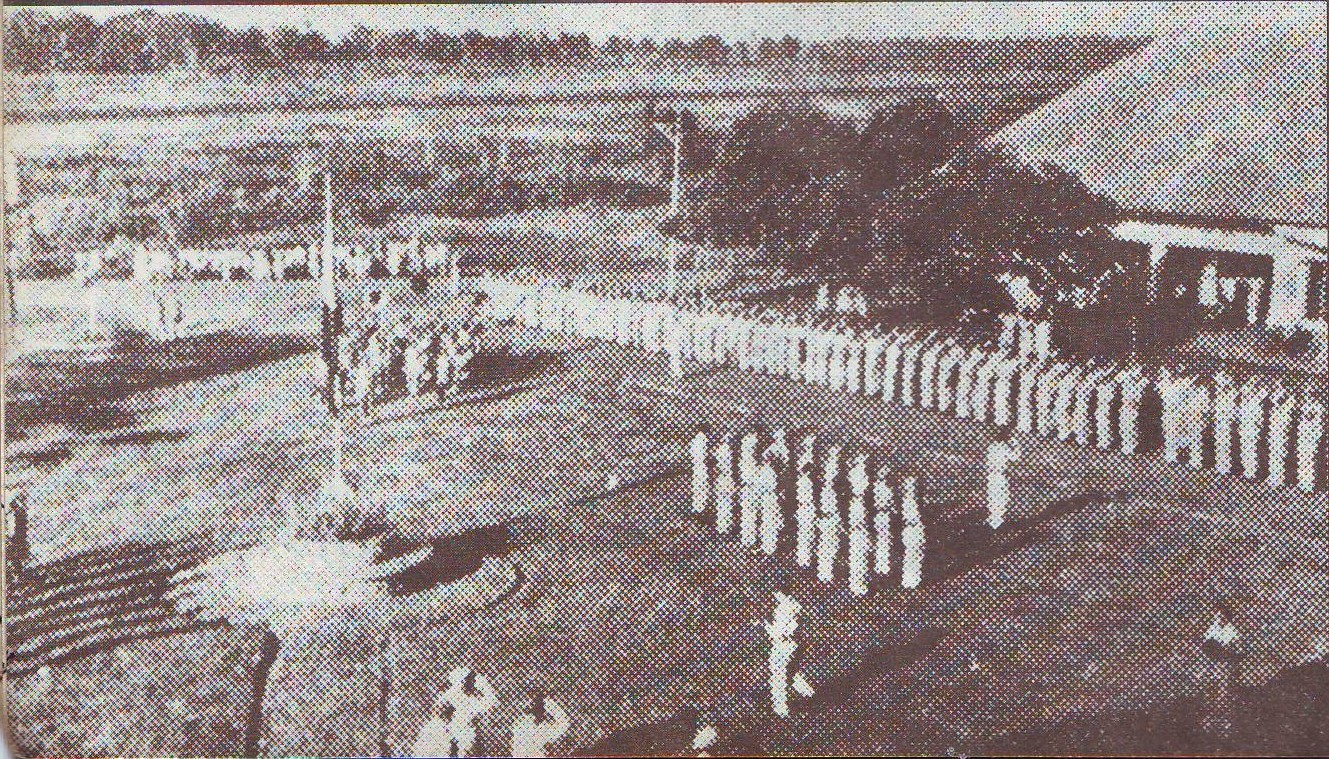
Remise de la base aérienne de Cililitan par les Néerlandais à l'armée de l'air indonésienne en 1950
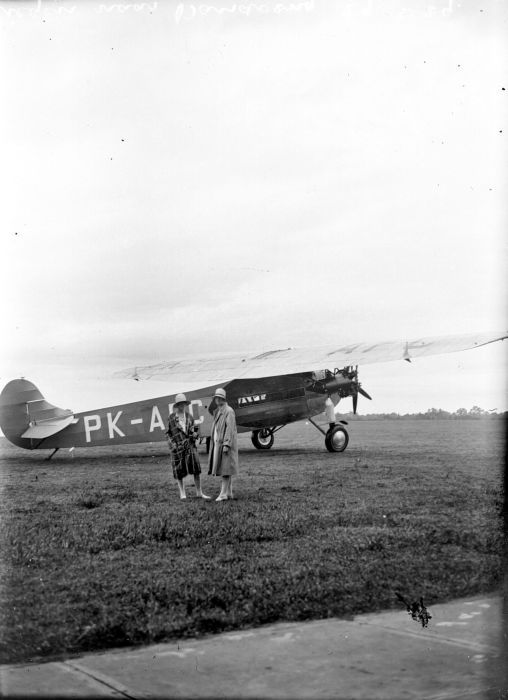
Un Fokker F.VII de la KNILM ("compagnie royale d'aviation des Indes néerlandaises") sur l'aérodrome de Tjililitan en 1929
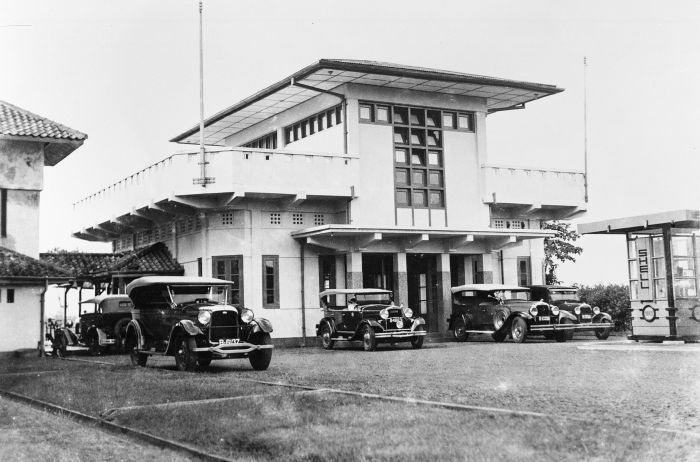
L'aérodrome de Tjililitan en 1925 : hall d'arrivée
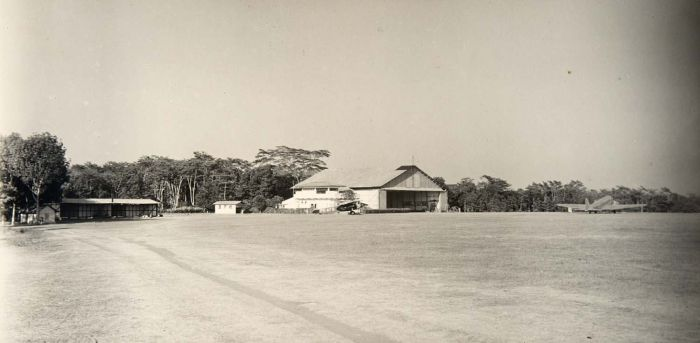
L'aérodrome de Tjililitan en 1925 et son hangar

## Base aérienne
Halim appartient à l'armée de l'air indonésienne. L'aéroport est donc également une base, et siège de son 1er commandement opérationnel.